# 安德鲁·希金森
安德鲁·希金森（英語：Andrew Higginson，1977年12月13日—）是来自英格兰柴郡威德尼斯的职业斯诺克选手。